# Valentin Rožič
Valentin Rožič, slovenski politik in publicist, * 2. julij 1878, Sv. Trojica, † 2. februar 1935, Ljubljana.

## Življenje in delo
Rožič je po končani gimnaziji v Ljubljani študiral nekaj časa bogoslovje v Mariboru, po izstopu pa zemljepis in zgodovino v Gradcu, kjer je vneto delal v akademskem društvu Zarja in večkrat predaval v slovenskih delavskih društvih. Ker ni dobil državne službe, je postal tajnik SLS v Ljubljani. Leta 1910 pa se je zaposlil kot tajnik pri Mohorjevi družbi v Celovcu. Obhodil je vse slovenske vasi in kmetije ter postal eden najboljših poznavalcev narodnostnih in socialnih razmer Koroških Slovencev ter vnet, nestrankarski borec za njihove pravice.
Od febr. 1915 do zloma Avstro-Ogrske je bil v vojni službi, se novembra 1918 v Celovcu pridružil prostovolcem za osvoboditev Koroške, bil apr. 1919 zajet, prepeljan v taborišča v krajih  Litzhof, Trabesing in Gmünd, od koder je avgusta pobegnil v Ljubljano. Tu je bil suplent na II. državni gimnaziji, od 1920 do upokojitve 1931 pa prof. na Tehniški srednji šoli. V Ljubljani je bil na volilni listi SLS izvoljen za občinskega svetnika (1923–1924; 1927–1930), v oktobru 1931 se je nenadno odločil za kandidaturo v narodno skupščino na Živkovićevi listi. Svoj korak je skušal razložiti volivcem kamniškega okraja v posebni tiskani spomenici, vendar pri volitvah ni uspel. Imenovan za senatorja (9. jan. 1932), se je zavzemal za korške Slovence in imel 26. marca 1933 v senatu odmeven govor o nemški manjšini v Jugoslaviji in Slovencih v Avstriji.
Rožič je objavil: Spomin na Gosposvetsko polje (Clc, 1914); Slovenski Korotan (psevd. Moravski, Clc, 1919) z mnogimi važnimi statističnimi podatki; Jugoslavija in njene meje, I. del Koroška (psevd. Carantanus, Lj. 1919); Plebiscit u koruškoj Sloveniji (Lj. 1920, založba "Gosposvetski zvon"); Boj za Koroško (Lj. 1925); Kako je v deželi, kjer ječe pod težkim jarmom sini Slave (Lj. 1925); domoznanske spise v Koledarjih Mohorjeve družbe in daljši podlistek Narodni križev pot koroških Slovencev in Pregled strokovne obrtne izobrazbe v Jugoslaviji (1930). Svoje premoženje je Resnik zapustil v dobrodelne namene.